# ビレリ・ラグレーン
ビレリ・ラグレーン（フランス語: Biréli Lagrène、1966年9月4日 - ）は、フランス人のギタリストまたはベーシストである。1980年代に ジャンゴ・ラインハルトの影響を受けたギター・スタイルで、ジャズ、フュージョンの世界でも エレクトリック・ギターの名手として有名になった。スウィングだけでなく、それらをジャズやフュージョン、そしてポスト・バップとを融合させる媒体としても、活躍している。

## 生い立ち
ビレリ・ラグレーンは、1966年9月4日にフランスアルザス地方バ＝ラン県スフレンアイムの、伝統的なマヌーシュ-ロマ (ジプシー) の家族に生を受ける。彼は4歳からギターを弾き始める。「愛情のこもった、しかしとても厳格なツィガーヌとしての環境で育った」と述べている。彼の父親、Fisso (非常に才能に恵まれたヴァイオリニストだった)、母親の Berga、そして兄の Gaiti の影響を受ける。8歳の時に、ジャンゴ・ラインハルトのレパートリーをカバーして、その頃すでに彼の親戚には神童と呼ばれていた。ストラスブールで行われたロマの音楽祭で優勝し、12歳になるとドイツへの遠征の機会にも恵まれ、後にアルバム『ジャンゴへの道』としてまとめられることとなる。
アメリカからオファーが来るようになり、ステファン・グラッペリやベニー・グッドマン、ベニー・カーターといった世界的に活躍するジャズ・ミュージシャンと演奏する機会を得る。1984年にはニューヨークでラリー・コリエルと出会う。後に彼からジャコ・パストリアスを紹介され、フュージョンの世界へと脚を踏み出す事となる。ジャコとは一緒にヨーロッパ・ツアーなどを行い、彼の音楽的な開放への多大な影響を与えられることとなった。ラグレーンはこのツアーで、ギタリストのアル・ディ・メオラとの共演も果たしている。
2000年代に入ると、さらに自分のルーツとも言える伝統的なジプシー・ジャズを追求すべく、『ジプシー・プロジェクト』や『ジプシー・プロジェクト&フレンズ』といったアルバムをリリースする。メンバーは、Diego Imbert（ダブルベース）、Hono Winterstein（リズムギター）といったいつもの顔ぶれの他に、アンリ・サルヴァドールやトマ・デュトロンなどが参加している。

## ディスコグラフィ

### リーダー・アルバム
- 『ジャンゴへの道』 - Routes to Django (1980年、Antilles)
- 『スウィング'81』 - Swing '81 (1981年、Jazzpoint Records)
- Fifteen (1982年、Antilles)
- Down in Town (1983年、Antilles)
- Django's Music Vol. 1 (1985年、Stash) ※with マイク・ピータース、ボブ・ウィルバー
- 『シュトゥットガルト・アリア』 - Stuttgart Aria (1986年、Jazzpoint) ※with ジャコ・パストリアス、ヴラディスラフ・センデツキ
- Bireli Lagrene and Special Guests (1986年、Jazzpoint) ※with ラリー・コリエル、ミロスラフ・ヴィトウス
- 『インフェルノ』 - Inferno (1987年、Blue Note)
- Foreign Affairs (1988年、Blue Note)
- 『ジプシーの伝説』 - Acoustic Moments (1990年、Blue Note)
- 『枯葉〜スタンダーズ・ライヴ』 - Standards (1992年、Blue Note)
- Live at the Carnegie Hall (1993年、Jazz Point)
- Live in Marciac (1994年、Dreyfus)
- 『ジャンゴ・ラインハルトに捧ぐ』 - My Favorite Django (1995年、Dreyfus)
- 『ブルー・アイズ〜シングス・フランク・シナトラ』 - Blue Eyes (1998年、Dreyfus)
- 『デュエット〜タイム・アフター・タイム』 - Duet (1999年、Dreyfus) ※with シルヴァン・リュック
- Front Page (2001年) ※with ドミニク・ディ・ピアッツァ、デニス・チェンバース
- 『ジプシー・プロジェクト』 - Gypsy Project (2001年、Dreyfus)
- 『ジプシー・プロジェクト&フレンズ』 - Gypsy Project & Friends (2002年、Dreyfus)
- 『ムーヴ』 - Move (2004年、Dreyfus)
- To Bi or Not to Bi (2006年、Dreyfus)
- Djangology (2006年、Dreyfus) ※with WDRビッグ・バンド
- Just The Way You Are (2007年、Dreyfus)
- Electric Side (2008年、Dreyfus)
- Live At The Festival (2008年、Le Chant Du Monde)
- Gipsy Trio (2009年、Dreyfus)
- Summertime (2009年、Dreyfus) ※with シルヴァン・リュック
- Mouvements (2012年、Universal)
- 『D-ストリングス』 - D-Stringz (2015年、Impulse!) ※with スタンリー・クラーク、ジャン＝リュック・ポンティ
- Storyteller (2018年、Naive)

### 映像作品
- 『ライヴ・アット・モントルー 1989』 - Super Guitar Trio - Live at Montreux (1989年) ※with アル・ディ・メオラ、ラリー・コリエル[1][2]
- Bireli Lagrene & Friends:Live Jazz a Vienne (2004年、Dreyfus)[3]
- Django: A Jazz Tribute (2005年)
- Bireli Lagrene & Gypsy Project Live in Paris (2005年)
- Live in Paris (2006年、Dreyfus)[3]
- Monaco Dreyfus Night (2009年、Dreyfus)[3][4]
- Biréli Lagrène: Voilà! (2017年)[5]